# Завадская, Йолянта
Йолянта Завадская (пол. Jolanta Zawadzka; род. 8 февраля 1987, Вроцлав) — польская шахматистка, гроссмейстер среди женщин (2005).
В составе сборной Польши участница 4-х Олимпиад (2006—2012), 3-х командных чемпионатов мира (2007—2009, 2015) и 5-и командных чемпионатом Европы (2005—2013).
В ноябре 2021 года в Риге она заняла 11-е место на турнире «Большая женская швейцарка ФИДЕ».

## Изменения рейтинга
| Графики недоступны из-за технических проблем. См. информацию на Фабрикаторе и на mediawiki.org. |